# Cyphostethus
Cyphostethus is een geslacht van wantsen uit de familie kielwantsen (Acanthosomatidae). Het geslacht werd voor het eerst wetenschappelijk beschreven door Franz Xaver Fieber in 1860.

## Soorten
Het genus bevat de volgende soorten:

- Cyphostethus japonicus Hasegawa, 1959
- Cyphostethus sinensis Schumacher, 1912
- Cyphostethus tristriatus (Fabricius, 1787)
- Cyphostethus yunnanensis S.L. Liu, 1981